# Keyauwee

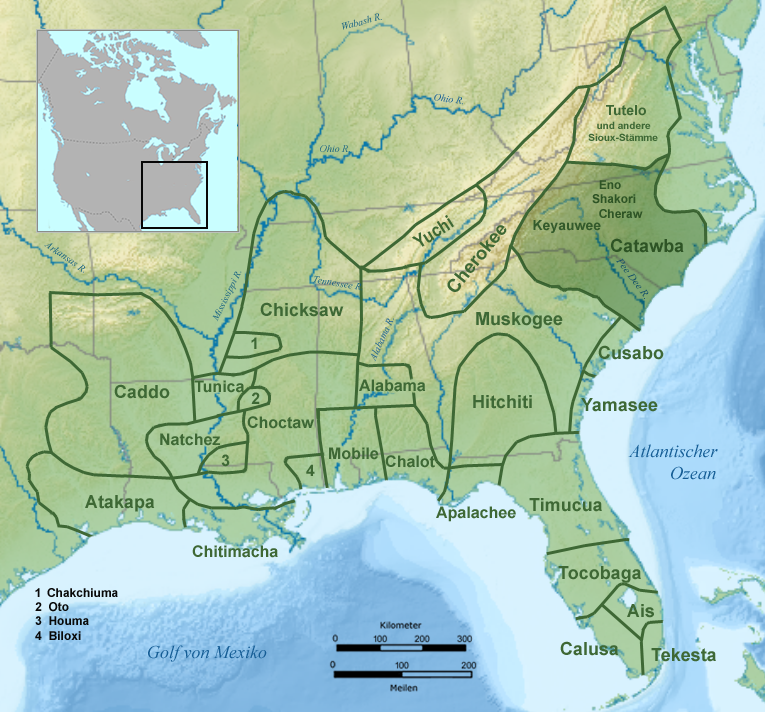
Stammesgebiet der Keyauwee und weiterer östlicher Siouxstämme im 17. Jahrhundert.

Die Keyauwee waren ein nordamerikanischer Indianerstamm aus der Sioux-Sprachfamilie. Sie waren sprachlich und kulturell mit den Stämmen der Saponi, Cheraw und anderen östlichen Völkern der Sioux verwandt, deren traditioneller Lebensraum in der Piedmont Region der Appalachen in den heutigen Bundesstaaten Virginia und North Carolina lag. Wissenschaftler vermuten, dass die Sioux einst eine einheitliche große Gruppe im Tal des Ohio Rivers bildeten, die sich später trennte und danach entweder nach Osten oder Westen zog. Die letzten Überlebenden der Keyauwee wurden vermutlich um 1730 von dem Catawba aufgenommen und integriert. Der Stamm gilt daher seit dieser Zeit als ausgestorben.

## Geschichte
Die Keyauwee lebten zu Beginn des 18. Jahrhunderts in einem von Palisaden geschützten Ort am Uwharrie River im heutigen Randolph County in North Carolina. Das Dorf lag inmitten ausgedehnter Maisfelder und war von kahlen Bergen fast ohne Gras- und Baumbestand umgeben. Der rötlich gefärbte Erdboden wurde als Farbe für die Körperbemalung genutzt. John Lawson war oberster Landvermesser der Kolonie North Carolina und besuchte 1701 im Auftrag der Regierung die Keyauwee und verwandte Stämme. Laut seinen Aufzeichnungen litt der kleine Stamm unter häufigen Angriffen feindlicher Stämme. Außerdem berichtete er, die meisten Männer des Stammes trügen Schnurrbärte. Das galt als ungewöhnliche Sitte bei Indianern, die ihre Barthaare normalerweise auszupften. Wie ihre Nachbarn suchten sie alle Knochen aus ihrer Fleischnahrung beim Essen heraus, um sie anschließend zu verbrennen. Anderenfalls, so glaubten sie, würde alles Wild das Jagdgebiet verlassen.
Schon bald nach Lawsons Besuch vereinigten sich die Keyauwee mit den Tutelo und Saponi, um sich besser gegen die Angriffe der Irokesen verteidigen zu können. Um 1714 stießen auch die Occaneechi und Shoccoree dazu und alle fünf Stämme mit insgesamt 750 Angehörigen zogen gemeinsam an den Albemarle Sound. Virginias Gouverneur Alexander Spotswood schlug 1716 vor, die Angehörigen der Keyauwee gemeinsam mit den Eno und Cheraw in Eno Town an der Grenze zwischen Virginia und North Carolina unter den Schutz der Kolonien zu stellen. Dieser Plan scheiterte allerdings, da die Regierungen von North und South Carolina den Vorschlag ablehnten. Um 1730 zogen diese drei Stämme nach Süden an den Pee Dee River in South Carolina. Auf Jeffreys Karte aus dem Jahr 1761 sind die Dörfer der Keyauwee und Cheraw am Pee Dee River, ungefähr an der Grenze zwischen North und South Carolina, eingezeichnet. Danach wurden diese Stämme in zeitgenössischen Dokumenten nicht mehr erwähnt. Historiker vermuten, dass die Angehörigen von den Catawba integriert wurden.